# Sonómetro (som)
Sonómetro (português europeu) ou sonômetro (português brasileiro), também chamado audiômetro, é um instrumento de medição de níveis de pressão sonora, utilizado no campo da Poluição sonora.